# Dorfkirche Marzahn

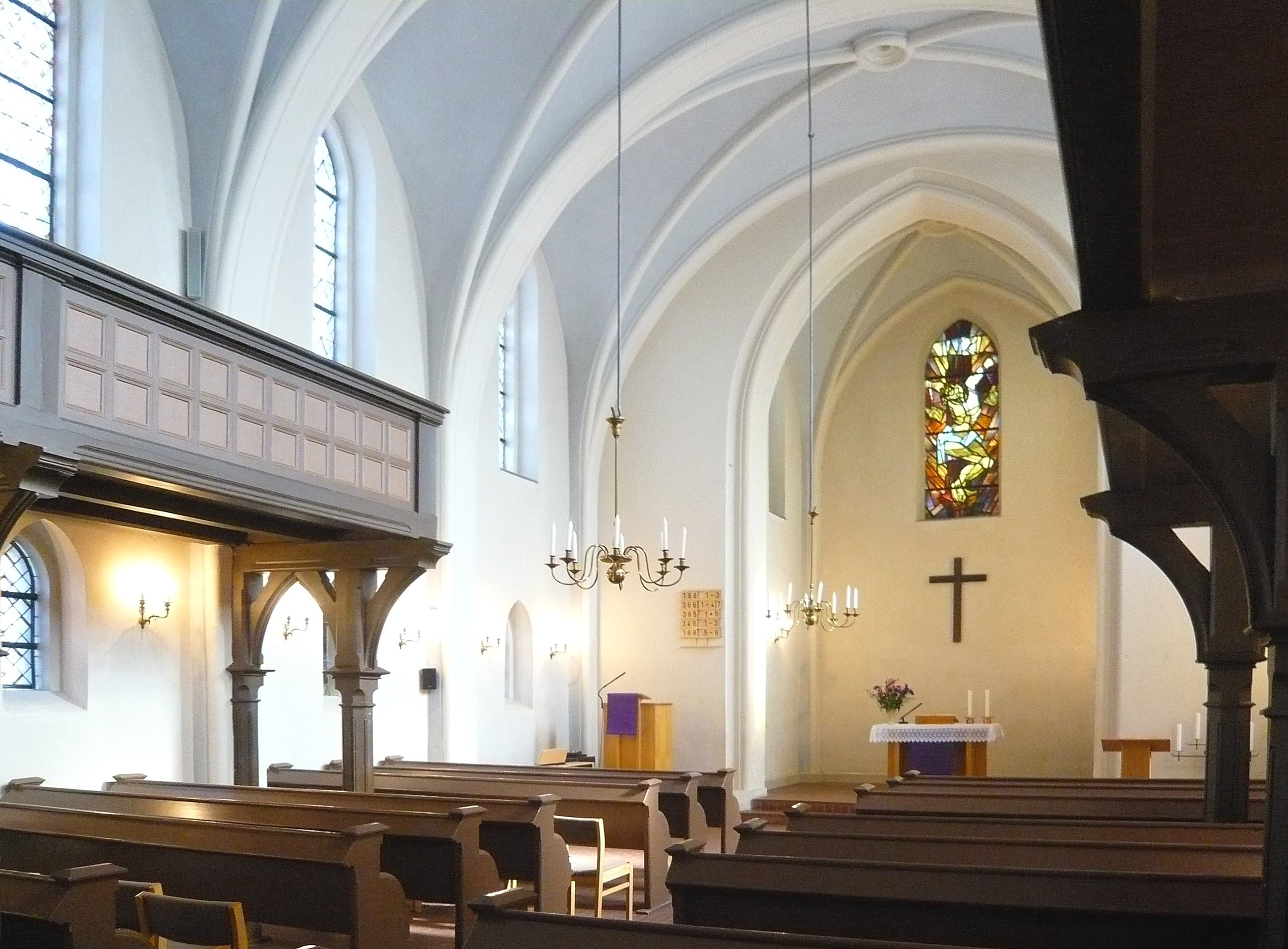
L’interno

La Dorfkirche Marzahn (letteralmente “chiesa del villaggio di Marzahn”) è una chiesa luterana di Berlino, posta nel nucleo storico del quartiere di Marzahn.
Eretta nella seconda metà del XIX secolo in sostituzione di una chiesa di origine medievale, è posta sotto tutela monumentale (Denkmalschutz).

## Storia
La prima chiesa di Marzahn sorse nel medioevo, contemporaneamente al villaggio, e come d'uso nella Marca di Brandeburgo era posta nel centro del nucleo abitato, all'interno di uno spazio verde comune (“Anger”); era una modesta costruzione in pietra, di cui già alla fine del XVIII secolo si lamentava la scarsa solidità.
Dopo anni di discussioni, nel 1870 si iniziò la costruzione di un nuovo edificio, posto immediatamente ad est del vecchio, secondo un progetto postumo di Friedrich August Stüler; la nuova chiesa venne consacrata nel 1871 e consentì – dopo tre anni (1874) – l'abbattimento della vecchia.
Nonostante la progressiva trasformazione di Marzahn da villaggio agricolo a popoloso quartiere satellite di Berlino, la chiesa rimase immutata nel suo aspetto d'origine; venne restaurata nel 1985.

## Caratteristiche
La chiesa è posta sull'Anger del nucleo storico di Marzahn; ha la facciata sul lato ovest, sormontata da una torre, e il coro sul lato est.
L'edificio è ispirato al gotico baltico tipico delle chiese medievali della Marca di Brandeburgo, con le pareti esterne rivestite in mattoni. L'interno è a navata unica coperta da volte a crociera, con palchi in legno in posizione elevata lungo le pareti laterali; in controfacciata è posto un organo neogotico risalente all'epoca della costruzione.